# Gedeón Guardiola
Gedeón Guardiola Villaplana (Petrer, Španjolska, 1. listopada 1984.) je španjolski rukometaš i nacionalni reprezentativac. Guardiola trenutno igra u redovima domaćeg San Antonija dok je 2012. bio član španjolske reprezentacije s kojom je na Europskom prvenstvu u Srbiji osvojio četvrto mjesto.
Brat je blizanac španjolskog rukometaša Isaíasa Guardiole.

## Vanjske poveznice
- Gedeón Guardiola (en.Wiki)
- Gedeón Guardiola (es.Wiki)